# 格兰迪决议

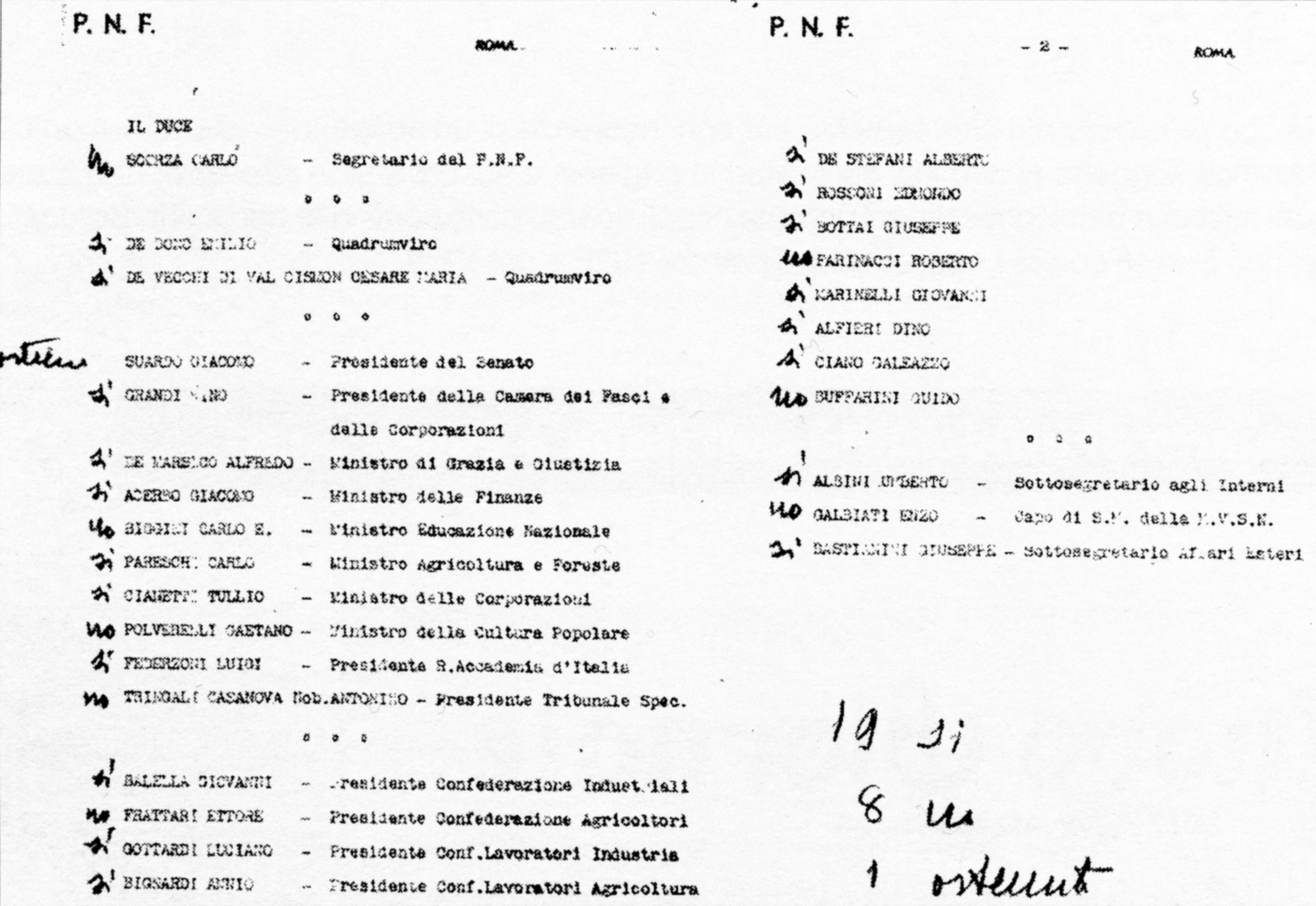
格兰迪决议的原始文件

格兰迪决议（義大利語：ordine del giorno Grandi）指的是1943年7月25日意大利国家法西斯党的最高权力机关法西斯大委员会通过不信任動議、罢免该党领袖墨索里尼的意大利首相职务的决议。此项动议由迪诺·格兰迪发起，故而被称为“格兰迪决议”。
格兰迪决议通过后，意大利国王维托里奥·埃马努埃莱三世随即宣布支持这项决议，解除墨索里尼的首相职务并将其逮捕。此事件被意大利人称为七月二十五日事件（義大利語：25 luglio）。

## 背景
1940年9月7日，在意大利首相墨索里尼的命令下，为了占领英國的殖民地埃及，意大利军队自意屬利比亚攻击埃及。同年10月28日，自其占领的保护国阿尔巴尼亚侵略希腊。然而这些战争中意大利都陷入了僵局，在其盟國纳粹德国的援军帮助下才佔領希臘大半領土。
自盟軍發动火炬行动，德義聯軍被盟軍在北非逐个擊破，至1943年7月10日，盟军入侵西西里。西西里首府巴勒莫陷落后，意大利国内普遍认为盟军必然会攻至意大利本土，全国上下笼罩在恐惧之中。国王埃马努埃莱三世也想罢免墨索里尼来向盟军乞和。

## 经过
1943年7月24日22时，法西斯党在威尼斯宫举办该党的最高会议法西斯大委员会。会上，迪诺·格兰迪严厉指责墨索里尼对意大利毁灭的危机负有责任，要求他将统帅权和国家决定权归还给国王，并辞去首相职务。此提议获得不少参会党员的赞成，甚至得到墨索里尼的女婿齐亚诺伯爵的支持。党总书记卡洛·斯科尔扎提议次日再议，但遭格兰迪的拒绝。7月25日2时15分，以19票赞成、8票反对、1票弃权通过了这项决议。其中，法西斯四巨头中仍然在世切萨雷·马里亚·德韦基和埃米利奥·德博诺二人都投了赞成票。墨索里尼愤而退场。

## 表决投票
- 赞成19票

切萨雷·马里亚·德韦基(终身委员)
埃米利奥·德博诺(终身委员)
翁贝托·阿尔比尼(法西斯党副书记)
迪诺·格兰迪（众议院议长、工业及农业法西斯组合总联合会会长）
图利奥·恰内蒂(内政大臣、法西斯共同体总联合会会长)
阿尔弗雷多·德马尔西科(法务大臣)
加莱阿佐·齐亚诺(外务大臣)
朱塞佩·博塔伊(教育大臣)
卡洛·帕雷斯基(农业大臣)
埃德蒙多·罗索尼(负责农业的不管部长)
路易吉·费尔代佐尼(皇家学院会长)
乔瓦尼·巴莱拉(意大利产业总联盟会长)
卢恰诺·戈塔尔迪（矿业法西斯联合会长）
安尼奥·比尼亚尔迪（农业法西斯联合会长）
迪诺·阿尔菲耶里(驻德国大使)
阿尔贝托·德斯特凡尼(前内阁成员)
朱塞佩·巴斯蒂亚尼(被指定为政府首长)
贾科莫·阿切尔博(学术权威)
乔瓦尼·马里内利
- 反对8票

卡洛·斯科尔扎(法西斯党总书记)
恩佐·加尔比亚蒂(黑衫军司令官)
安东尼诺·特林加利·卡萨诺瓦(国家防衛特別裁判所長)
罗伯托·法里纳奇(前阁僚成员)
埃托里·弗拉塔利(指定为政府首长)
卡洛·阿尔贝托·比吉尼(学术权威)
圭多·布法里尼·圭迪
加埃塔诺·波尔韦雷利
- 弃权1票

贾科莫·苏阿尔多(参议院议长)

## 后果
虽然法西斯党内决定罢免墨索里尼的首相职务，但并不具备法律效力，因为根据当时的意大利宪法，只有国王才有权力任免首相。与此同时，埃马努埃莱三世国王决定罢免墨索里尼，拉拢法西斯党成员佩特罗·巴多格里奥等墨索里尼身边之人，承诺要任命巴多格里奥为新的首相，并作出逮捕墨索里尼的计划。25日下午，国王召见了墨索里尼，告知已将其免职，并承诺保证其人身安全。随后动用国家宪兵将其逮捕，任命巴多格里奥为新任首相。
墨索里尼被逮捕后，囚禁在大萨索山。9月12日，纳粹德国发起橡树行动，将墨索里尼救出。不久后，墨索里尼在意大利北部成立意大利社会共和国，搜捕在格兰迪决议上投赞成票的与会人员，并成功逮捕了乔瓦尼·马里内利、卡洛·帕雷斯基、卢恰诺·戈塔尔迪、加莱阿佐·齐亚诺、埃米利奥·德博诺、图利奥·恰内蒂六人。在1944年1月的维罗纳审判，除了恰内蒂以外，其余五人皆被以叛国罪处决。